# Le Hautbois de Gabriel

Le Hautbois de Gabriel (Gabriel's Oboe) est le thème principal du film de 1986 Mission réalisé par Roland Joffé. 
Le thème a été écrit par le compositeur italien Ennio Morricone et a depuis été arrangé et interprété plusieurs fois par des artistes tels que Yo-Yo Ma, Holly Gornik et Brynjar Hoff, parmi d'autres. Le thème a été considéré comme « inoubliable » et une « mélodie de hautbois célébrée ». La chanteuse Sarah Brightman a supplié Ennio Morricone de la laisser ajouter des paroles sur le thème pour créer sa propre chanson, Nella Fantasia,. En 2010, Morricone a encouragé la soprano Hayley Westenra à écrire des paroles en anglais pour Gabriel's Oboe sur son album Paradiso.

## Bande originale du film
La bande sonore du film a été très bien reçue parmi les critiques. Elle a été nommée pour un Oscar de la meilleure musique de film et fait gagner à Ennio Morricone le Golden Globe de la meilleure musique de film.
Dans le film, le thème apparaît pour la première fois lorsque le protagoniste, le père jésuite Gabriel, se dirige vers une cascade et commence à jouer son hautbois, afin de se lier d'amitié avec les indigènes. Il espère avec sa musique pouvoir réaliser son travail de  missionnaire dans le Nouveau Monde. Les tribus guaranies, qui le suivent à distance, s'approchent de Gabriel pour la première fois, perplexes par les sons de l'instrument inconnu. Le chaman de la tribu, cependant, est mécontent et casse le hautbois de Gabriel. Cela marque le début de la relation entre le père Gabriel et les indigènes guaranis.[réf. nécessaire]
Plusieurs orchestres ont interprété Gabriel's Oboe, souvent sous la direction de Morricone lui-même. Les interprétations les plus célèbres de la pièce, autres que dans le film, sont probablement celles trouvées dans la série de concerts Morricone Conducts Morricone au milieu des années 2000.[réf. nécessaire]

## Arrangement pour chorale SATB
En prolongeant les paroles simples de l'adaptation du chant de Noël, poème de Christina Rossetti, Love Came Down at Christmas, l'arrangement SATB (soprano, alto, ténor, basse) de Tom Fettkede intègre le traitement du vent de Morricone comme la voix de l'archange éponyme dans sa pièce intitulée The Annunciation.